# NGC 5015
NGC 5015 ist eine Balken-Spiralgalaxie vom Hubble-Typ SBa im Sternbild Jungfrau nördlich der Ekliptik. Sie ist schätzungsweise 137 Millionen Lichtjahre von der Milchstraße entfernt und hat einen Durchmesser von etwa 75.000 Lj.
Im selben Himmelsareal befinden sich u. a. die Galaxien NGC 5036, NGC 5039, IC 855.
Das Objekt wurde am 11. März 1787 vom deutsch-britischen Astronomen Wilhelm Herschel mit einem 18,7-Zoll-Spiegelteleskop entdeckt, der dabei „F, cL, iR, lbM, time inaccurate“ notierte; eine zweite Beobachtung beschrieb er mit „eF, eS, cE 55 degrees“.